# NGC 2832
NGC 2832 ist eine elliptische Galaxie mit aktivem Galaxienkern vom Hubble-Typ E2 im Sternbild Luchs am Nordsternhimmel. Sie ist schätzungsweise 307 Millionen Lichtjahre von der Milchstraße entfernt und hat einen Durchmesser von etwa 275.000 Lj. Gemeinsam mit NGC 2830 und NGC 2831 bildet sie das Galaxientrio Arp 315. Halton Arp gliederte seinen Katalog ungewöhnlicher Galaxien nach rein morphologischen Kriterien in Gruppen. Dieses Galaxientriplett gehört zu der Klasse Gruppen von Galaxien.
Die Typ-Ia-Supernova SN 2014ai wurde hier beobachtet.
Das Objekt wurde am 7. Dezember 1785 von Wilhelm Herschel entdeckt.